# Dick Wessel
Dick Wessel (Milwaukee, 20 aprile 1913 – Studio City, 20 aprile 1965) è stato un attore statunitense.
Lavorò in 270 film tra il 1935 e il 1966. È ricordato soprattutto per l'interpretazione dello spietato strangolatore Harry "Cueball" Lake in Dick Tracy vs. Cueball (1946).

## Biografia
Wessel nacque a Milwaukee, nel Wisconsin.
Una delle sue prime parti cinematografiche fu nel film Gli allegri eroi (1935) con Laurel e Hardy, ma gli spettatori lo ricordano per le sue apparizioni nei cortometraggi del gruppo comico I tre marmittoni, come Punchy Cowpunchers (1950) e Fright Night (1947), in cui interpretava Chopper Kane, e il suo remake Fling in the Ring (1955).
Dal 1959 al 1961, Wessel interpretò il ruolo di Carney Kohler nei quarantadue episodi della serie televisiva della NBC Avventure lungo il fiume, con Darren McGavin, ambientata lungo il fiume Mississippi prima della guerra civile americana.
Nel 1959 apparve nel ruolo del capitano della polizia Bob Rattigan nell'episodio Rattigan and the Cat della serie Border Patrol, con Richard Webb. Recitò anche nella serie poliziesca Sheriff of Cochise, con John Bromfield. Venne scelto per il ruolo di Charlie nell'episodio A Kind of a Stopwatch della serie Ai confini della realtà della CBS. Recitò anche nella sitcom della CBS Hennesey con Jackie Cooper, e nella sitcom della ABC Our Man Higgins con Stanley Holloway. Nel 1961 recitò nel finale della serie The Investigators, con James Franciscus e James Philbrook.
Wessel morì d'infarto nella sua casa di Studio City, in California, il giorno del suo cinquantaduesimo compleanno. Aveva appena finito di recitare nel ruolo di Eddie il netturbino nel film Disney 4 bassotti per 1 danese (1966).

## Filmografia parziale

### Cinema
- Gli allegri eroi (Bonnie Scotland), regia di James W. Horne (1935)
- Alta tensione (Slim), regia di Ray Enright (1937)
- Ragazze sperdute (Missing Daughters), regia di Charles C. Coleman (1939)
- Il vendicatore (Brother Orchid), regia di Lloyd Bacon (1940)
- L'angelo nero (Black Angel), regia di Roy William Neill (1946)
- Dick Tracy contro Cueball (Dick Tracy vs. Cueball), regia di Gordon Douglas (1946)
- 4 bassotti per 1 danese (The Ugly Dachshund), regia di Norman Tokar (1966)

### Televisione
- Gianni e Pinotto (The Abbott and Costello Show) – serie TV, episodi 2x09-2x24 (1954)
- Stage 7 – serie TV, episodio 1x23 (1955)
- Navy Log – serie TV, episodio 2x05 (1956)
- Telephone Time – serie TV, episodio 3x02 (1957)
- Pursuit – serie TV, episodio 1x09 (1958)
- Peter Gunn – serie TV, episodio 1x10 (1958)
- Man with a Camera – serie TV, episodio 1x13 (1959)
- L'uomo ombra (The Thin Man) – serie TV, episodio 2x30 (1959)
- Avventure lungo il fiume (Riverboat) – serie TV, 41 episodi (1959-1961)
- Pony Express – serie TV, episodio 1x29 (1960)
- Thriller – serie TV, episodio 1x22 (1961)
- The Investigators – serie TV, episodio 1x13 (1961)
- Gli uomini della prateria (Rawhide) – serie TV, episodi 4x03-6x10 (1961-1963)
- The Wide Country – serie TV, episodio 1x08 (1962)
- Sotto accusa (Arrest and Trial) – serie TV, episodio 1x23 (1964)
- Ben Casey – serie TV, episodio 4x19 (1965)